# Eugeniusz Zadrzyński

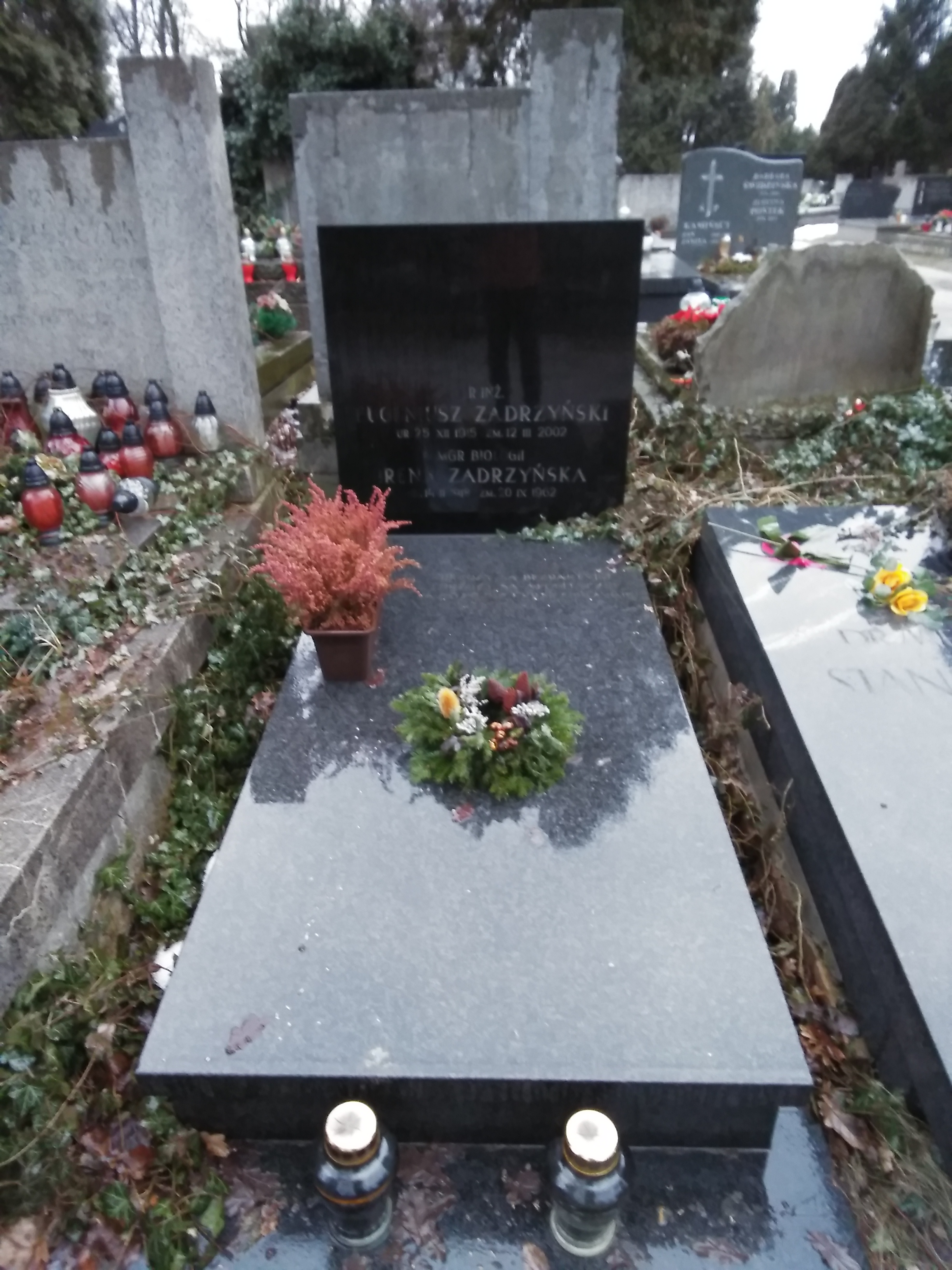
Grób Eugeniusza Zadrzyńskiego na Cmentarzu Wojskowym na Powązkach

Eugeniusz Zadrzyński (ur. 24 grudnia 1915 w Wyszkowie, zm. 12 marca 2002) – polski inż. elektryk, polityk, pułkownik ludowego Wojska Polskiego, zastępca szefa Głównego Zarządu Informacji Wojska Polskiego od sierpnia 1945 do 1946.
W latach 1933–1939 studiował na Politechnice Warszawskiej i jednocześnie był członkiem ZNMS „Życie”, krótko pracował w warszawskiej elektrowni jako technik, 1939–1941 studiował na Politechnice Lwowskiej, w 1941 wstąpił do Komsomołu. Po ataku Niemiec na ZSRR pracował jako kierownik laboratorium elektrycznego w kombinacie naftowym w Gurjewie, od 1943 służył w ludowym WP, w 1945 był zastępcą szefa Departamentu Poboru i Uzupełnień MON, następnie zastępcą dyrektora Państwowego Urzędu Wychowania Fizycznego i Przysposobienia Wojskowego. Od 1944 należał do PPR/PZPR. Od 7 lipca 1956 był tymczasowym kierownikiem resortu energetyki w rządzie Józefa Cyrankiewicza, w 1959 został delegatem na III Zjazd PZPR. Został pochowany na wojskowych Powązkach (kwatera BII30-1-27/28)